# 合叶高速公路
合叶高速公路，是安徽省的一条高速公路，安徽省高速公路编号为S48，起点位于 宁合高速、 肥东支线烔炀枢纽，终点位于 沪陕高速、 沪蓉高速大顾店枢纽。